# قصف سجن صعدة
في 21 يناير 2022، شنت الإمارات غارة جوية على سجن في صعدة باليمن، مما أسفر عن مقتل 87 شخصًا على الأقل. ونفى التحالف استهداف المركز.

## خلفية
منذ عام 2014، دخلت اليمن في حرب أهلية بين القوات الحكومية المعترف بها من قبل الأمم المتحدة وحركة الحوثيين، مما أدى إلى تدخل التحالف بقيادة السعودية ضد الحوثيين.
في 17 يناير 2022، ضربت طائرة مسيرة إيرانية الصنع تابعة لقوات الحوثي العاصمة الإماراتية أبو ظبي، مما أسفر عن مقتل ثلاثة مدنيين.

## الضربة الجوية
في 21 يناير 2022، أصابت غارة جوية سجنًا في صعدة باليمن، مما أسفر عن مقتل ما لا يقل عن 87 شخصًا  وإصابة أكثر من 266 آخرين.  
قصفت طائرات مقاتلة من التحالف الذي تقوده السعودية سجنًا مؤقتًا في محافظة صعدة، مما أسفر عن مقتل 87 سجينًا على الأقل. وبحسب التقرير، كان هناك 2500 سجين وقت الهجوم بينما لا تزال عمليات الإنقاذ جارية في الموقع.
فيما نفى التحالف استهداف مركز الاعتقال.

## إصابات
تقول منظمة أطباء بلا حدود إن حوالي 200 شخص نقلوا إلى مستشفى واحد فقط. وقال رئيس الوكالة لوكالة فرانس برس «ما زال هناك العديد من الجثث في موقع الغارة والكثير من الاشخاص في عداد المفقودين. في الوقت الحالي، من الصعب للغاية معرفة عدد الأشخاص الذين قُتلوا ويبدو أن هذا كان عملاً فظيعًا من أعمال العنف».  

## بعد الغارة
قال محافظ صعدة، في حديث لوسائل الإعلام، إن المستشفيات انهارت جراء الجثث والجرحى، في حين أن المحافظة والدولة بحاجة ماسة إلى كافة أنواع المعدات الطبية بما في ذلك الأدوية. في ذلك الوقت كانت المستشفيات في اليمن بحاجة ماسة إلى الدم من أي نوع.
ونفى التحالف استهداف المركز وقال إنه سيبلغ ويتبادل التفاصيل مع مكتب تنسيق الشؤون الإنسانية في اليمن واللجنة الدولية للصليب الأحمر. كما ذكر التحالف أن الهدف في صعدة لم يكن مدرجًا على قوائم عدم الاستهداف المتفق عليها مع مكتب تنسيق الشؤون الإنسانية، ولم يتم الإبلاغ عنه من قبل اللجنة الدولية للصليب الأحمر ولم يستوف المعايير المنصوص عليها في اتفاقية جنيف الثالثة لأسرى الحرب. 

## ردود الفعل
- قال الأمين العام للأمم المتحدة أنطونيو غوتيريش في بيان إن «العنف والتوترات يجب أن تتوقف على الفور» . أن الهجمات على المدنيين والبنية التحتية محظورة بموجب القانون الدولي. وأضاف البيان: «إنه يذكر جميع الأطراف بموجب القانون الدولي الإنساني بمسؤوليتهم عن ضمان حماية المدنيين من أخطار العمل العسكري. في هذه الحالة، يجب اتباع الحيطة».[16] [17]